# Marie-Marguerite Baur
Pour les articles homonymes, voir Baur.
Marie-Marguerite Baur est une harpiste française née le 1er avril 1748 à Paris et morte le 21 septembre 1828 à Montrouge. 

## Biographie
Marie-Marguerite Baur naît le 1er avril 1748 à Paris.
Elle est la fille du compositeur et harpiste Jean Baur, et à l'instar de son frère Barthélemy Baur, est également harpiste,,.
En 1762, elle fait ses débuts avec le Concert spirituel, où elle se produit plusieurs fois, en 1762, 1770 et 1787, notamment,.
Marie-Marguerite Baur épouse le chimiste Claude-Louis Berthollet le 7 janvier 1779 à Paris, paroisse Saint-Eustache.
Elle meurt à Montrouge le 21 septembre 1828 et est inhumée au cimetière d'Arcueil-Cachan au côté de son mari.